# 节腹目
节腹目（学名：Ricinulei）是蛛形纲的一个小目，也被称为带冠蜱蛛（hooded tickspider），尽管它们不是真正的蜘蛛。像大多数蛛形纲一样，它们是掠食性的，捕食小型节肢动物。在较旧的文獻中，有时将它们称为膝脚目（学名：Podogona）。
截至2021月，全世界已發現91种现存的节腹蛛物种，全部属于节腹科（学名：Ricinoididae）。它们目前分布在非洲中西部（圆节腹蛛：Ricinoides）和新熱帶界（Cryptocellus和Pseudocellus）。除三个現生属外，还有數個來自欧亚大陆的石炭纪和白垩纪缅甸琥珀的化石物种。
汉斯·雅各布·汉森（Hans Jacob Hansen）和威廉·索伦森（William Sørensen）在1904年撰写的专着，仍然被视为节腹蛛在解剖学中最重要的总体记载。有参考价值的进一步研究，举例来说，可以在皮塔德(Pittard)和米切尔(Mitchell)，杰拉尔德·莱格(Gerald Legg)和范德哈门(L.van der Hammen)的著作中找到。
节腹蛛通常长约5到10毫米（0.2到0.4英寸）。节腹蛛的腿和身体的角质膜（或外骨骼）都非常厚。它们最显着的特征是可以在头顶上抬起或放下的头盖（学名：Cucullus）。放下：时，它会盖住嘴巴和螯肢。尽管在化石中可以看到节腹蛛有两对侧眼，但目前存活着的节腹蛛没有眼睛，只在该位置保留了角质膜的感光区域。
腹部或后体部（学名：Opisthosoma）显露出狭窄的腹柄或腰部，并附着在头胸部或前体部（学名：Prosoma）上。奇怪的是，在前体部和后体部之间存在复杂的耦合机制。后体部的前缘卷入背甲（学名：Carapace）后面的褶皱处。
这种不寻常系统的优点尚未得到很好的理解，并且由于生殖器开口位于腹柄上（另一个相当不寻常的特征），动物必须“解锁”自己才能进行交配。腹部背侧分为一系列大板块或甲片，每一块又细分为中板和侧板。